# San Miguel kommun, Argentina
Departamento de San Miguel är en kommun i Argentina.   Den ligger i provinsen Corrientes, i den nordöstra delen av landet, 700 km norr om huvudstaden Buenos Aires. Antalet invånare är 10 252. Arean är 2,9 kvadratkilometer.
Terrängen i Departamento de San Miguel är mycket platt.
Trakten runt Departamento de San Miguel består i huvudsak av gräsmarker. Runt Departamento de San Miguel är det mycket glesbefolkat, med 3 invånare per kvadratkilometer.